# Annikvere (Põltsamaa)
Annikvere – wieś w Estonii, w prowincji Jõgeva, w gminie Põltsamaa.